# Боженциці
Боженциці (пол. Borzęcice, нім. Radenz) — село в Польщі, у гміні Козьмін-Велькопольський Кротошинського повіту Великопольського воєводства.
Населення — 590 осіб (2011).
У 1975-1998 роках село належало до Каліського воєводства.

## Демографія
Демографічна структура станом на 31 березня 2011 року:
|          | Загалом | Допрацездатний вік | Працездатний вік | Постпрацездатний вік |
| -------- | ------- | ------------------ | ---------------- | -------------------- |
| Чоловіки | 291     | 61                 | 202              | 28                   |
| Жінки    | 299     | 62                 | 179              | 58                   |
| Разом    | 590     | 123                | 381              | 86                   |